# Jamón

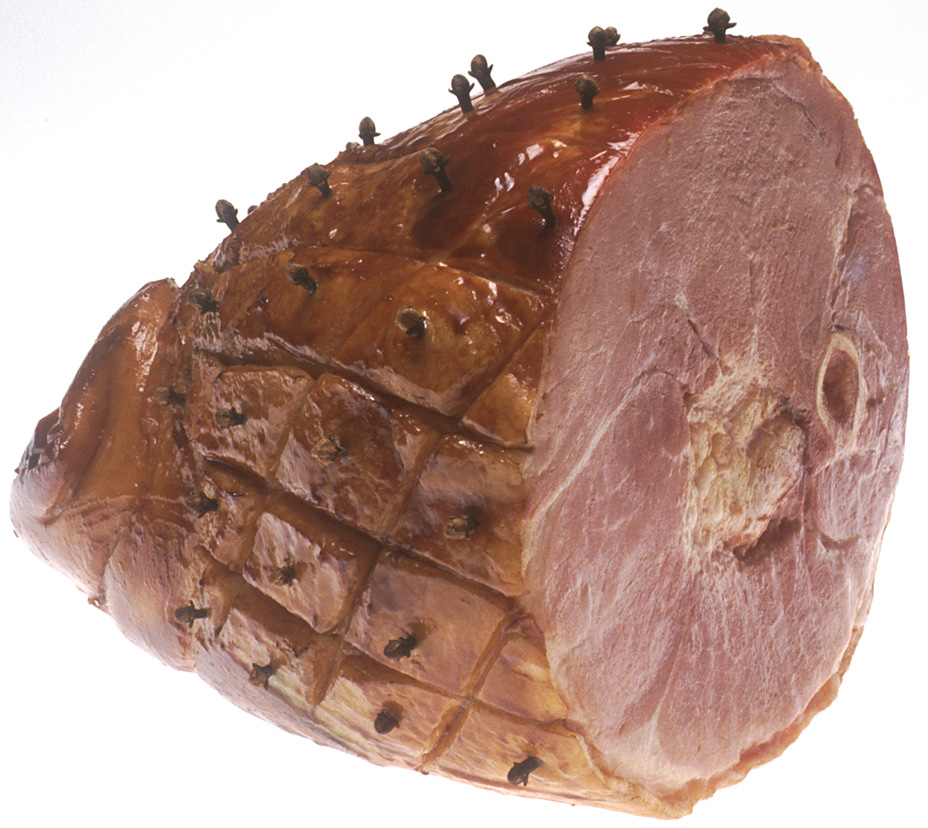
Jamón cocido con clavos.

El jamón (anca, pernil o pierna) es el nombre genérico del producto alimenticio obtenido de las patas traseras del cerdo.
En España, la preparación más habitual del jamón es salado en crudo y curado de forma natural. Las patas delanteras del cerdo, pese a tener un proceso idéntico de elaboración, reciben el nombre de «paleta» o «paletilla». También son conocidas el nombre de «lacón»; palabra que se aplica exclusivamente a la paleta o paletilla de cerdo. En diversos países hispanoamericanos el nombre de «jamón» hace referencia solamente al jamón cocido.

## Historia
La conservación del pernil de cerdo como jamón tiene una larga historia, con vestigios de producción de jamón curado entre las culturas galas o etruscas conocidos en los siglos VI y V a. C., aunque los primeros cerdos (Sus scrofa domestica) aparecieron a inicios del Neolítico. En Tarraco se encontró un jamón fosilizado de casi 2000 años.
Catón el Viejo escribió sobre la «salazón de jamones» en su tomo De agri cultura hacia 160 a. C.
Se afirma que los chinos fueron los primeros en mencionar la producción de jamón curado. Larousse Gastronomique afirma un origen en Galia. Sin duda ya estaba bien establecido en la época romana, como demuestra un comercio de importación desde la Galia mencionado por Marcus Terentius Varro en sus escritos.
El vocablo moderno «jamón» procede del francés jambon, que a su vez deriva de jambe, que significa pierna.

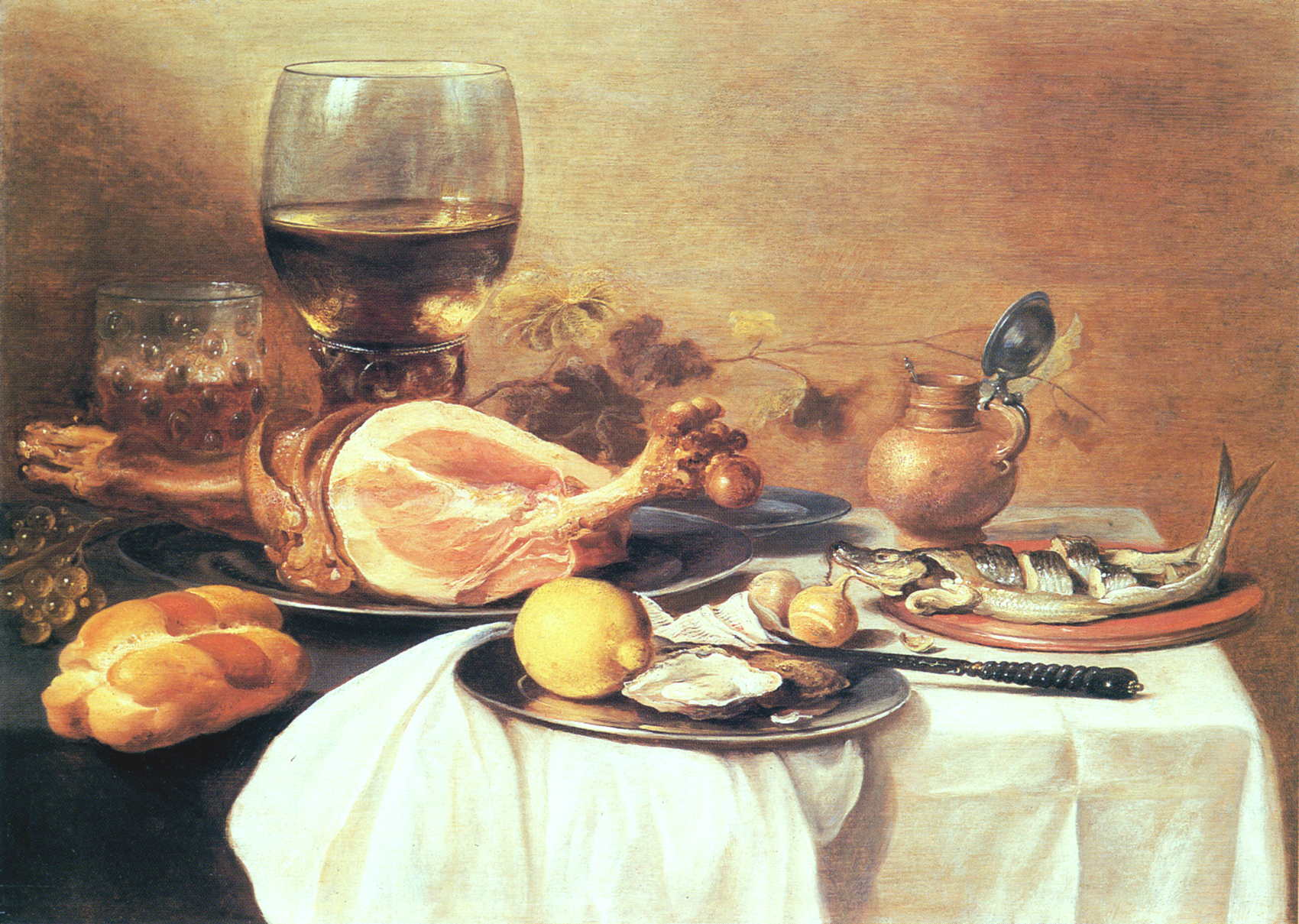
La table, Pieter Claesz (1645).
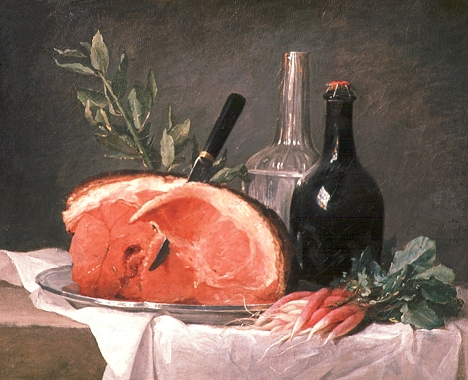
Nature morte au jambon, Anne Vallayer-Coster (1767).
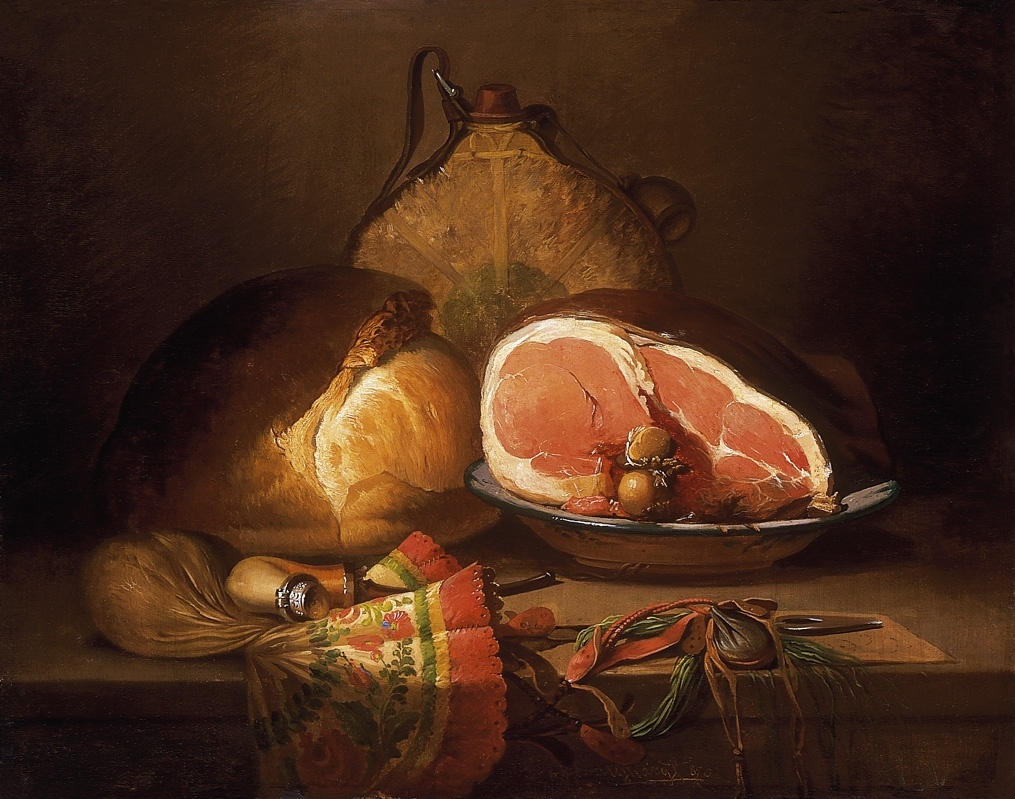
Nature morte au jambon, Újházy Ferenc (1870).
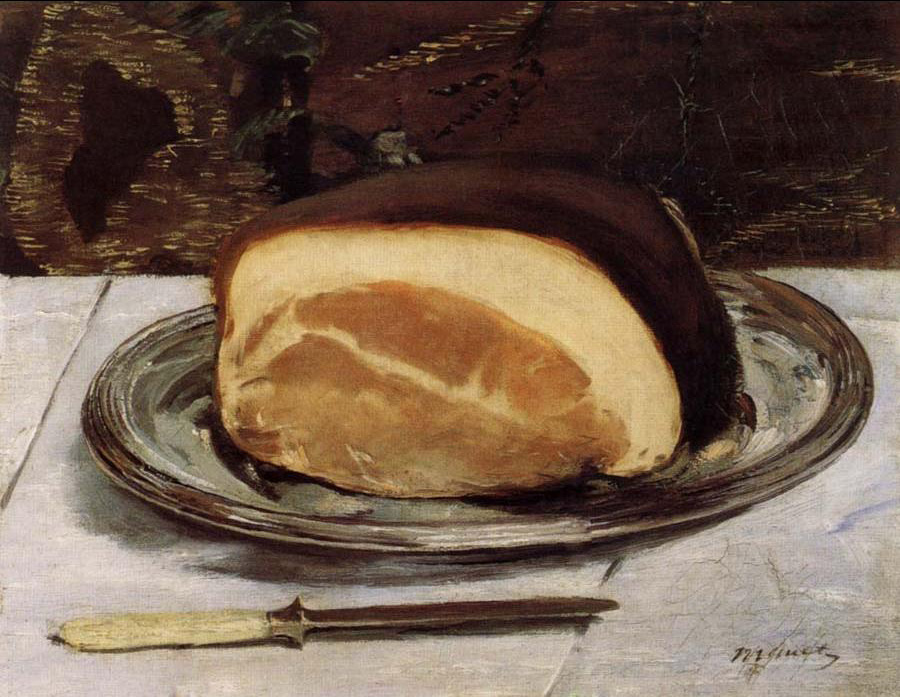
Le jambon, Édouard Manet (1875).
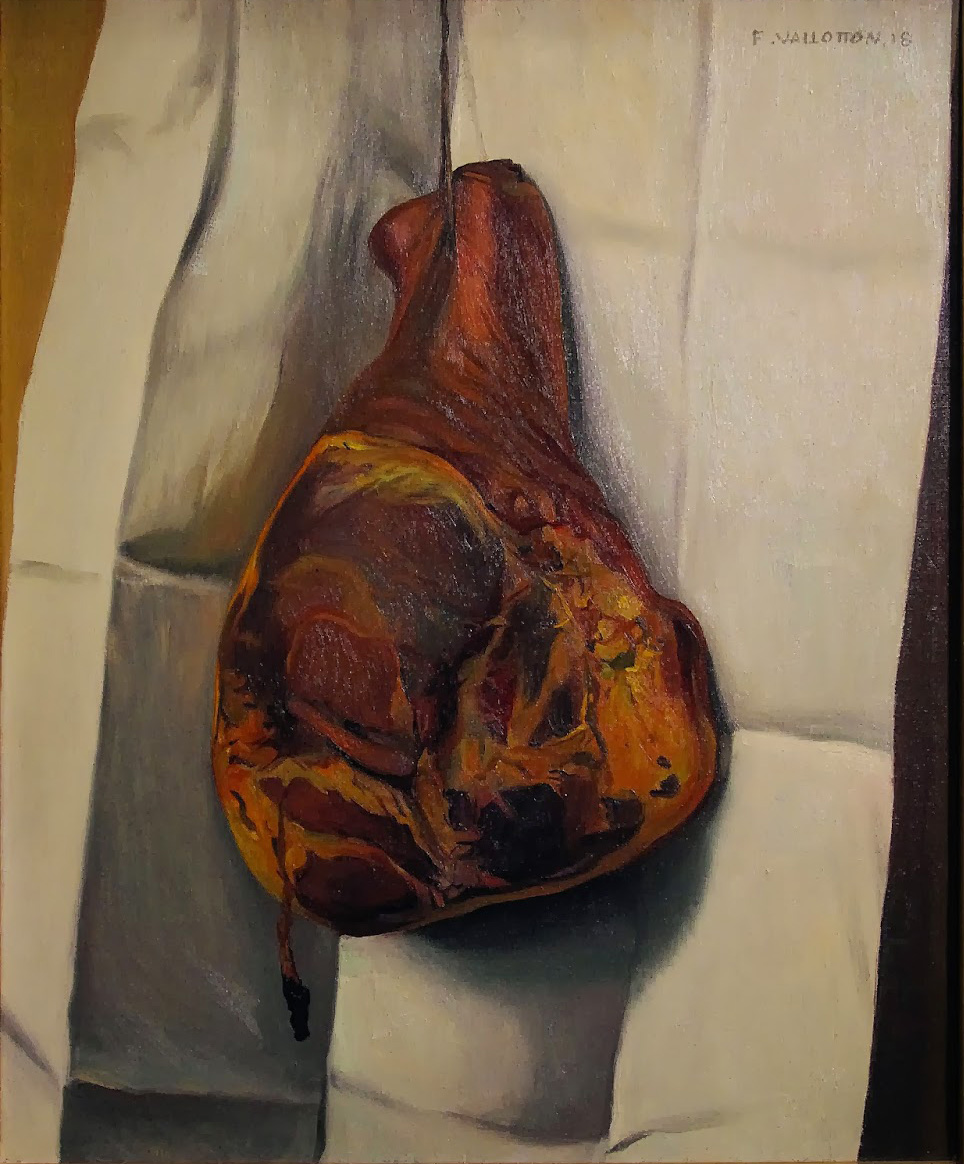
Le Jambon, Félix Vallotton (1918).

## Por países

### España

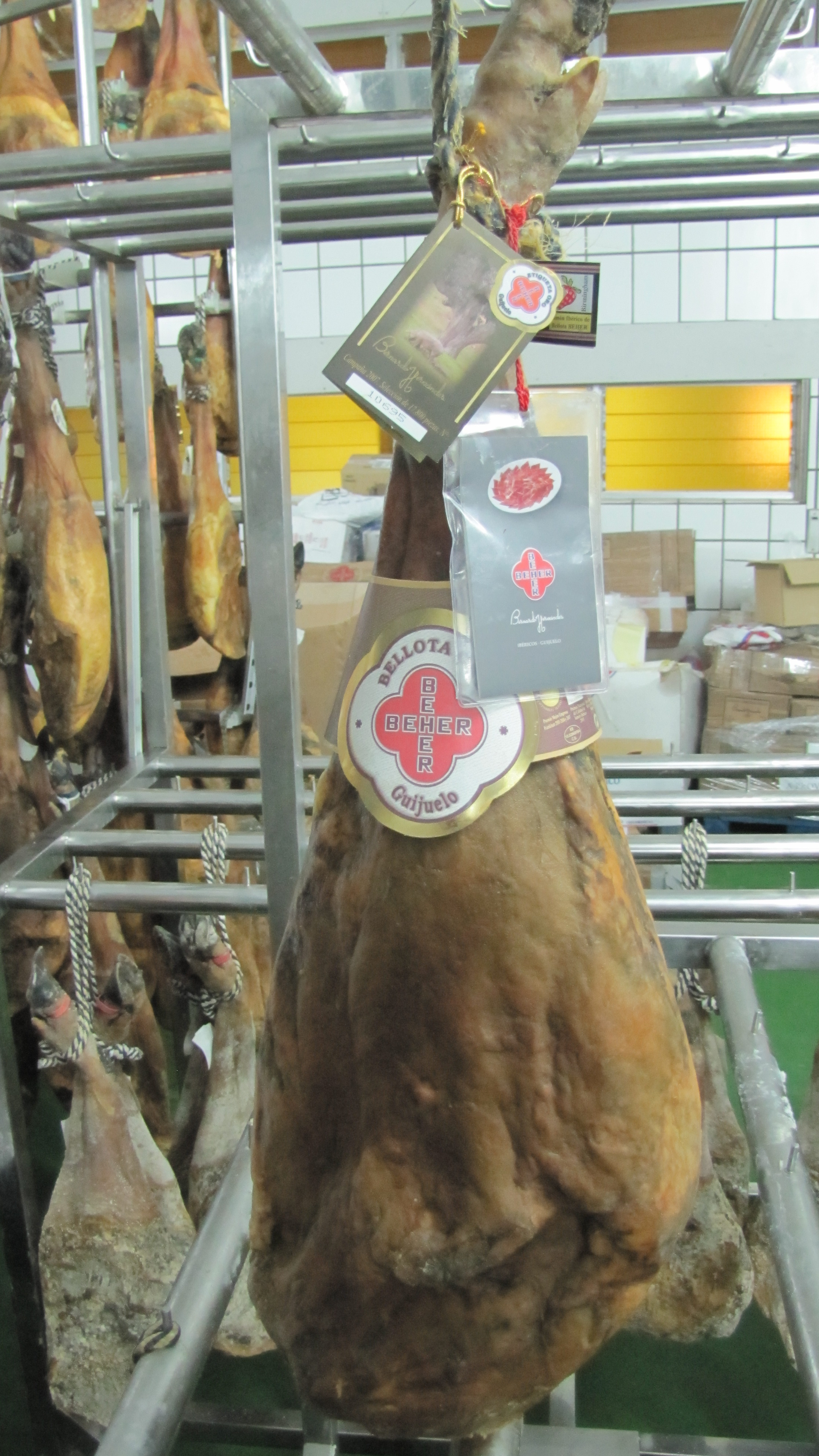
Jamón ibérico de bellota.

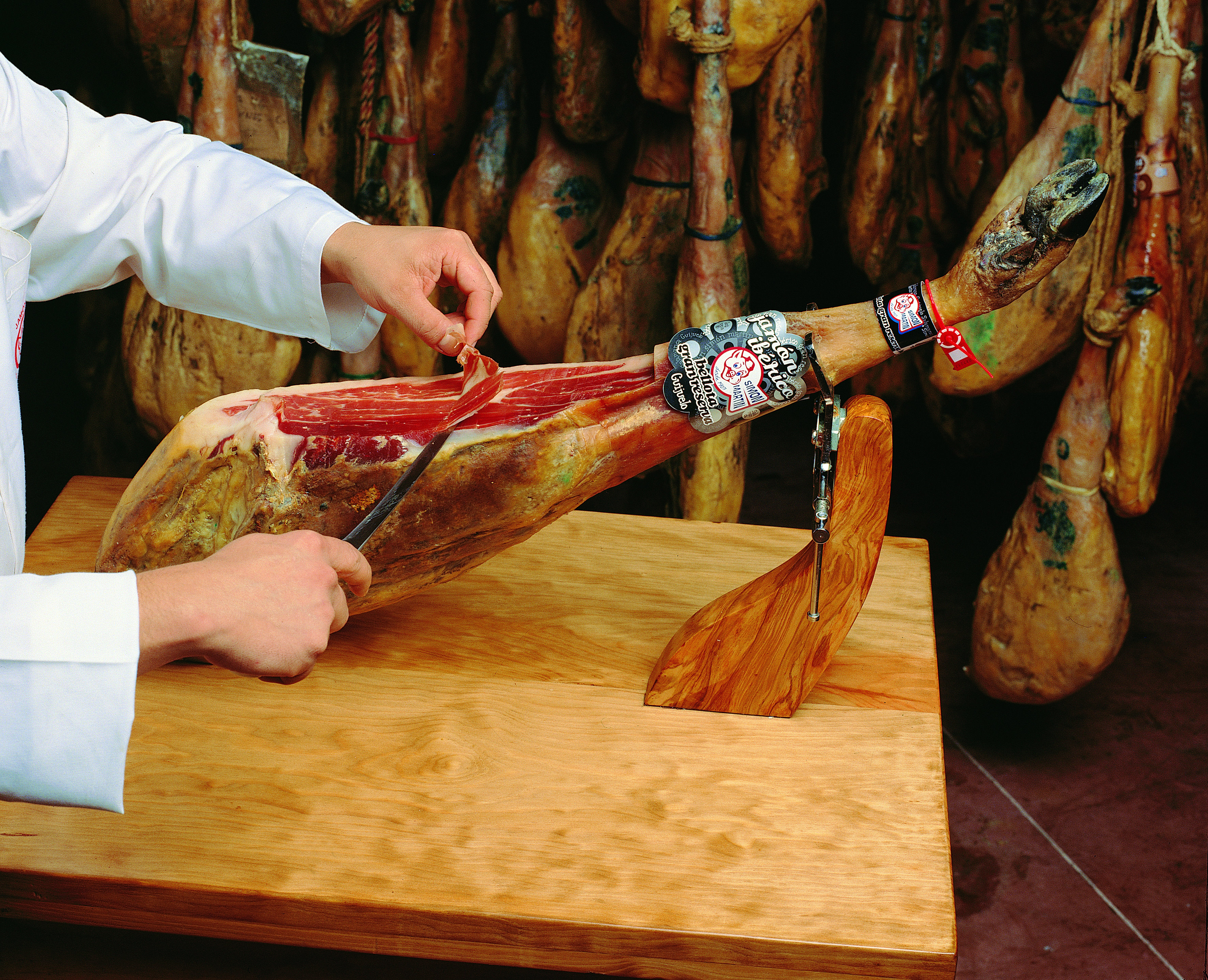
Jamón de Guijuelo en proceso de ser cortado.

Este producto es muy consumido en España, por lo que son distintas las elaboraciones y denominaciones que de él existen. A grandes rasgos se pueden distinguir dos tipos de jamones según la raza del cerdo del que procede, sea cerdo ibérico («jamón ibérico») o alguna variedad de cerdo blanco («jamón» o «jamón serrano»).
El jamón ibérico procede del cerdo de raza ibérica. Las principales características que lo distinguen en su calidad derivan de la pureza de la raza de los animales, de la cría en régimen extensivo de libertad del cerdo ibérico en dehesas arboladas donde puedan moverse, de la alimentación y de la curación del jamón, que suele extenderse entre los 8 a 36 meses. El jamón ibérico se distingue del resto por su textura, aroma y sabor singulares y distinguibles aunque el sabor varía según el grado de bellota que haya comido el cerdo, y del ejercicio que haya hecho.
Se clasifica generalmente según la cantidad de bellota que haya consumido antes del sacrificio. La clasificación oficial permitida para los jamones ibéricos los agrupa en: Jamón Ibérico de Cebo, Jamón Ibérico de Cebo Campo, Jamón Ibérico de Recebo y Jamón Ibérico de Bellota.
A partir de la publicación del Real Decreto 1083/2001, de 5 de octubre, por el que se aprueba la norma de calidad para el jamón ibérico, paleta ibérica y caña de lomo ibérico, elaborados en España se elimina la clasificación de Jamón ibérico de recebo, según se explica en esta web la clasificación de jamón ibérico queda como sigue: Jamón ibérico de bellota, de cebo de campo y de cebo.
Algunas regiones con tradición de elaboración de jamones crearon, junto con el Ministerio de Medio Ambiente y Medio Rural y Marino, las Denominaciones de Origen, que exigen y controlan que los jamones ibéricos cumplan unas determinadas características para poder llevar su sello de calidad. Las denominaciones de origen reconocidas del cerdo ibérico son: Jamón Ibérico D. O.P. Jamón de Guijuelo, Jamón Ibérico D. O.P. Jabugo, Jamón Ibérico D. O. P. Los Pedroches y Jamón Ibérico D.O. Dehesa de Extremadura. Las denominaciones de origen están protegidas legalmente por el Reglamento Europeo (CE) n.º 1151/2012 del Consejo de la Unión Europea. Aparte de ello existen diferentes denominaciones comerciales conocidas por el consumidor español, pero frecuentemente confundidas por su ambigüedad, como serían las de «Jamón de Pata Negra», «Jamón de Jabugo» o «Jamón 5J» o «Valderado» o «Monte Regio» o «Joselito», estas cuatro últimas son marcas de reconocido prestigio en España. Para valorar su calidad solo existe la clasificación oficial, que además debe quedar plasmada en la etiqueta identificativa de la pieza (vitola). En cuanto a la clasificación, reglamentación y aplicación de la norma en relación con el jamón ibérico se puede consultar el Real Decreto 1083/2001 y modificaciones posteriores.
El jamón serrano o jamón blanco procede de alguna variedad de raza de cerdo blanco, y el jamón se distingue fácilmente por el color de la piel del pernil. Se le denomina serrano cuando se cura en clima de sierra, frío y seco. Actualmente está regulado por el Reglamento comunitario 2082/92, en el que se definen las características del proceso y del producto terminado. Este jamón diferencia tres calidades según su curación: jamón bodega, jamón reserva y jamón gran reserva. Los hay de Almería, Granada, de Salamanca, de Ávila, y de otras muchas regiones. Entre ellas cabe destacar diferentes Denominaciones de origen como el Jamón de Teruel, el Jamón de Trevélez además de otras producciones sin denominación pero con tradición jamonera como el Jamón de chato murciano o el Jamón de cerdo Duroc.
En toda la zona noroeste de España los jamones también se curan tradicionalmente ahumados. El ahumado es un recurso que se emplea en climas húmedos, donde no se puede secar un jamón (o cualquier otro embutido) solamente al aire. También en la parte seca de Castilla, cuando un invierno resulta húmedo las producciones familiares de chacina se ahuman.

### Francia
Francia tiene tres jamones con denominaciones de origen protegidas (DOP):
- Jambon noir de Bigorre producido con la raza porc noir gascon (cerdo negro gascón) en Bigorra.
- Jambon de kintoa producido con la raza pie noir en el País Vasco y Bearne.
- Jambon de Corse producido en Córcega con la raza nustrale.

Seis variedades de jamones franceses tienen una indicación geográfica protegida (IGP):
- Jambon d'Auvergne de Auvernia.
- Jambon de Bayonne de los Pirineos atlánticos.
- Jambon de l'Ardèche de la región Ardèche.
- Jambon de Lacaune del departamento del Tarn.
- Jambon de Vendée de Vandea.
- Jambon sec des Ardennes de los montes de las Ardenas.

Algunas razas de cerdos franceses están emparentadas con la raza ibérica. Es el caso del porc noir gascon (cerdo negro gascón) y del cul noir du Limousin.
Otros jamones no tienen denominación geográfica, es el caso del jambon de Luxeuil de la región Franco Condado o del jambon du Limousin (hecho con cerdo negro de la raza cul-noir).

### Italia

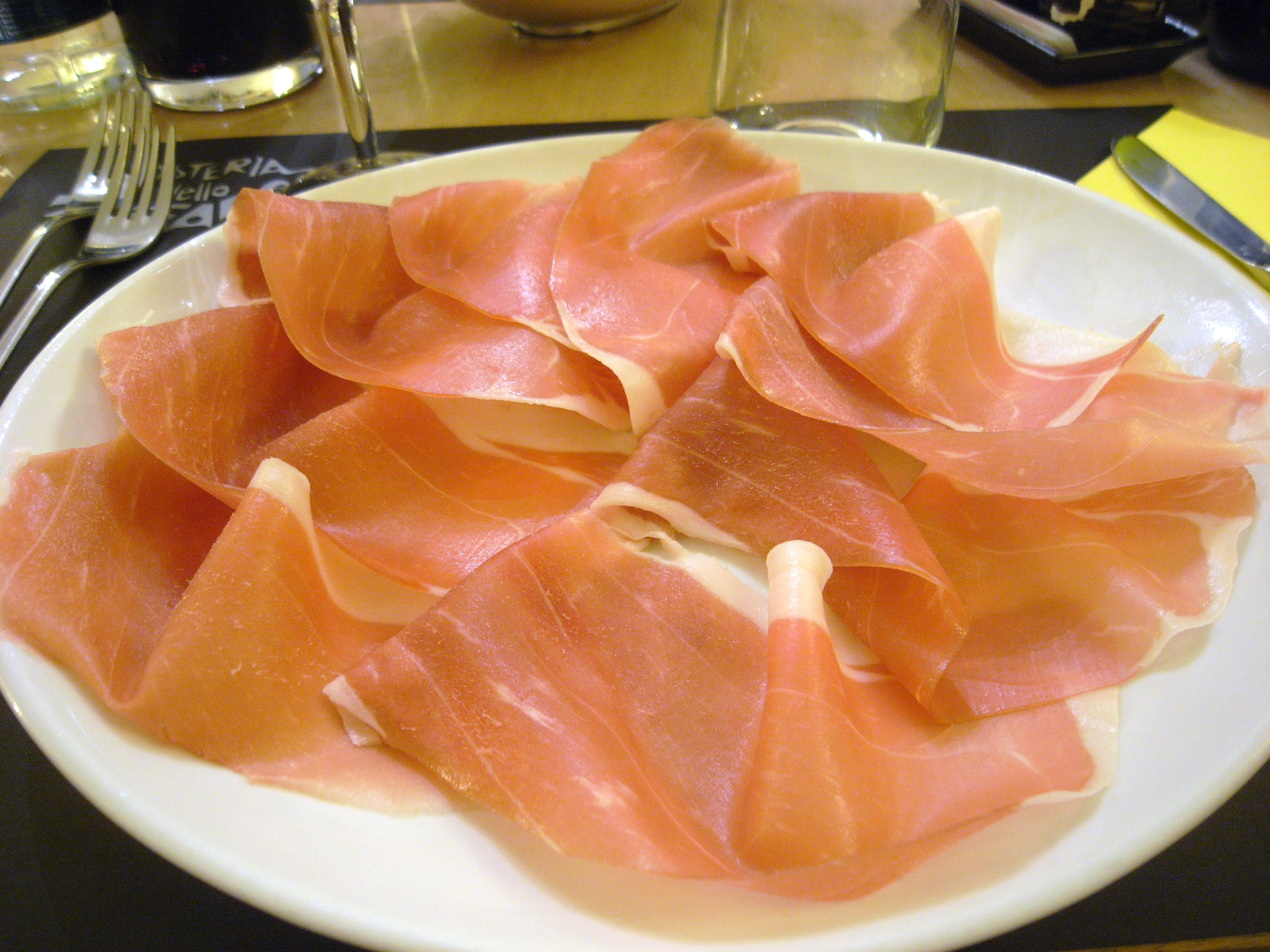
Rebanadas de Jamón de Parma.

El término «prosciutto» se refiere a un corte de la carne del cerdo correspondiente al miembro posterior. Aunque en ocasiones puede ser cocinado o ser servido fresco. El prosciutto italiano posee múltiples variedades como pueden ser el prosciutto di Parma, prosciutto di San Daniele, prosciutto Sardo, prosciutto di Carpegna, prosciutto di Modena, prosciutto toscano, prosciutto veneto Berico-Euganeo, Valle d’Aosta Jambon de Bosses, prosciutto di Norcia, prosciutto cotto...)

### Portugal

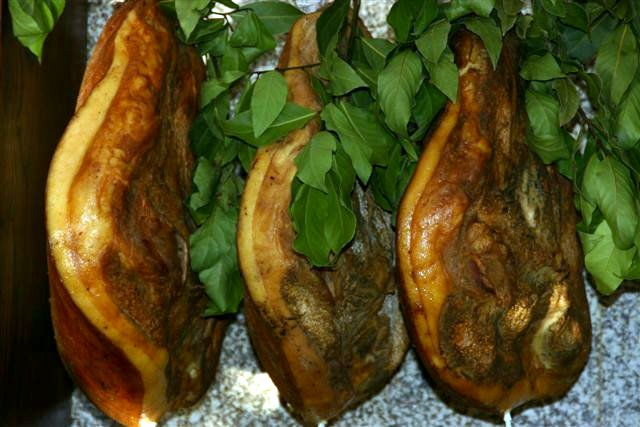
Jamón de Chaves.

- Jamones de Chaves y de Lamego. Son jamones de pata blanca. Muy conocidos y de mucha tradición en la pequeña industria local. Con el apoyo de los ayuntamientos ha comenzado a lanzar y a distribuir estos productos por cadenas de restauración y fuera de Trás-os-Montes y de la región de Douro, en el norte de Portugal; de alimentación natural, su producción es controlada para obtener mayor calidad. Su período de curación natural, maduración y envejecimiento es de 18 a 24 meses.
- Jamón ibérico alentejano. Del Alentejo, en Portugal. Jamón de pata negra; de peso inferior al jamón ibérico, no ha sido sino hasta fechas muy recientes cuando la industria local ha comenzado a lanzar y distribuir este producto fuera del ámbito local y familiar.
- Jamón ibérico puro DOP Barrancos en Portugal. Es un jamón ibérico de la zona del Alentejo, con Denominación de Origen Protegida por la Unión Europea. Es considerado como el mejor jamón que se produce en Portugal, sobre todo por la pureza de la raza del «cerdo alentejano», considerada actualmente una de las razas más puras de Ibérico de la península ibérica, y su alimentación en sus poco explotadas dehesas alentejanas.

## Jamón curado en otras partes del mundo

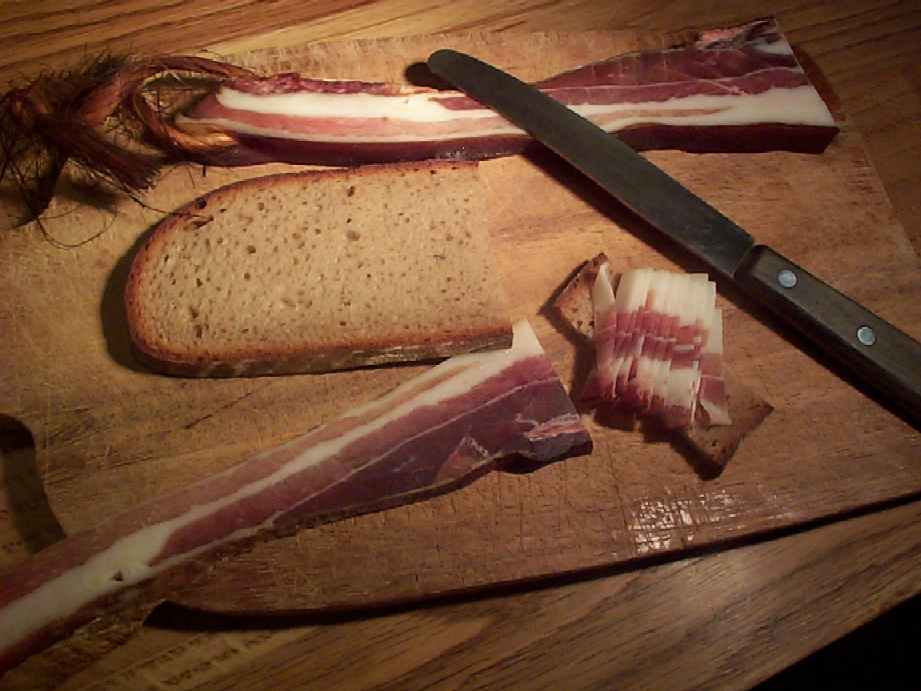
Jamón de la Selva Negra, Schwarzwälder Speck, junto con una rebanada de pan.

- Alemania: jamón de la Selva Negra.
- China: jamón de Jinhua.
- Croacia: jamón dálmata.
- Hungría y Rumanía: jamón mangalica. Se obtiene, como su nombre indica, de la raza mangalica, una raza autóctona rumana que tiene sus orígenes en los cruces de la primitiva raza del tronco mediterráneo, Sumadia (tronco al que también pertenece el cerdo ibérico), con las razas Szalontai y Bakonyi (típicas razas semisalvajes de los Cárpatos). El jamón mangalica se obtuvo después de cruce de cerdos domésticos con cerdos Sumadia grandes, de pelo largo y rizado (Principado de Serbia) en el territorio del Imperio de los Habsburgo a finales del siglo XVIII.  Para conseguir una mayor proporción de grasa infiltrada se realizan cruces con la raza Duroc obteniendo mayor rendimiento y jamones más grandes. Sus características genéticas (muy graso) y la alimentación totalmente natural sirven de base para la realización de jamones y lomos curados. La raza mangalica estuvo en peligro de extinción durante muchos años pero en 1990, una empresa española (Jamones Segovia) logró reunir 90 hembras reproductoras gracias a anuncios en la prensa húngara. Desde ese año a la actualidad se ha garantizado la supervivencia de la raza hasta el punto de poder comercializarlo, salvo en el caso del mangalica negro que ya estaba extinguido.
- República Checa: jamón de Praga
- Jamón Ahumado: En ciertas partes del mundo es común ahumar el jamón para su conservación. En Bélgica, el 'jamón de las Ardenas' es especialmente popular. Tiene denominación de origen, Jambon d’Ardenne IGP. [21] En Francia, el más popular es el del Franco Condado (jamón Luxeuil, citado ms arriba). En Suiza, el Bauernschinken (Suiza de habla alemana) es un jamón elaborado según diversas recetas locales, tanto cocido como ahumado. El jamón de la borne es una especialidad del cantón de Friburgo; el uso comercial de esta denominación ha sido objeto de una solicitud de preservación por parte de la UE a través de una Denominación de Origen Protegida Suiza. En Italia, el Speck dell'Alto Adige (denominación de origen protegida) de la región de Bolzano. En Canadá, el jamón toupie es originario de la provincia de Quebec.[22] Consiste en carne de cerdo deshuesada mezclada en salmuera, cuyos trozos se moldean en una malla tipo "stockinette" para darle forma cilíndrica. Se cocina en dos etapas: primero en un horno de vapor y finalmente en un ahumador. Se vende en supermercados y es muy importante durante la temporada de jarabe de arce.

## Otros productos del cerdo
- Mortadela.
- Jamonada.
- Paleta.
- Caña de lomo.
- Chorizo.
- Salchichón.
- Morcón.
- Morcilla.
- Lomito.